# Орловский, Николай (футболист)
Никола́й Орло́вский (рум. Nicolae Orlovschi; 1 апреля 1985, Бельцы, СССР) — молдавский футболист, защитник.

## Клубная карьера
Воспитанник бельцкого футбола. В «Олимпии» с 2000 года. 
В 2010 году в составе «Олимпии» заняв третье место чемпионата участвовал в матчах Лиге Европы. В первом кругу «Олимпия» встречалась с азербайджанским «Хазар-Ленкорань» и во втором круге с румынским «Динамо» из Бухареста.
По итогам 2010 года был признан лучшим защитником Молдавии. В 2011 году был отдан в аренду «Кайсару». Летом 2011 года вернулся в родной клуб «Олимпия».
Отыграв год за «Олимпию» перешел в азербайджанский клуб «Ряван». Затем подписал контракт с клубом «Дачия» Кишинёв, который выступал в еврокубках.

## Карьера в сборной
Привлекался в юношескую сборную Молдавии до 17 лет и до 19 лет. В 2002 году со сборной до 17 лет занял первое место в отборочном раунде к чемпионату Европы до 17 лет, и таким образом участвовал в финальной части турнира в группе С вместе со сборными Испании, Югославии и Чехии, который проходил с 27 апреля по 10 мая в Дании. Орловский отыграл все игры в составе сборной.

## Достижения

### Личные
- Лучший защитник Молдавии: 2010